# Grupo Vaillant
Vaillant Group es una compañía internacional del sector de la climatización (calefacción, ventilación y aire acondicionado - HVAC -). La compañía cuenta con una plantilla de más de 16.000 empleados y tiene un volumen de negocios anual de cerca de 3,2 mil millones de €. Vaillant Group es la compañía más grande en la industria de la climatización en Europa y líder del mercado mundial en el segmento de calderas de pared. La sede de la empresa se encuentra en Remscheid, Alemania.

## Marcas
Vaillant Group cuenta con ocho marcas a nivel internacional. Las marcas se gestionan de forma independiente en cada país y se pueden encontrar en más de 60 países. 
En España Vaillant Group está representado por las marcas Saunier Duval, Vaillant y Hermann.

## Fábricas y Centros de I+D
El Grupo cuenta con 13 centros de I+D y fábricas en 6 países europeos, Turquía y China:tres centros se localizan en Alemania (Remscheid,  Bergheim y Roding), dos plantas en las localidades de Trencín y Skalica (Eslovaquia), y los centros en Nantes (Francia), Belper (UK), Bozüyük (Turquía), Vitoria (España) y Wuxi (China).

## Productos
La cartera de productos de Vaillant Group abarca la calefacción, la ventilación y la climatización. De este modo, la empresa se ha posicionado como un proveedor de soluciones de climatización completas. La gama de productos de Vaillant Group incluye calderas de condensación murales y de suelo, bombas de calor (geotermia y aerotermia), sistemas solares térmicos para agua caliente y calefacción, sistemas de ventilación para viviendas de bajo consumo, regulación, calentadores de agua a gas y eléctricos, sistemas de aire acondicionado, radiadores y servicios relacionados. 